# Синецкая, Ирина Владимировна
Ири́на Влади́мировна Сине́цкая (25 декабря 1978, Кочубеевское, СССР) — российская боксёрша, трёхкратная чемпионка мира и пятикратная чемпионка Европы. Заслуженный мастер спорта.

## Биография
Уроженка села Кочубеевское Ставропольского края. Проходила подготовку в ставропольской Детско-юношеской школе единоборств под руководством тренера Виктора Анатольевича Веселова.
Победительница двух первых чемпионатов мира в весовой категории до 67 кг.
Победительница четырёх чемпионатов Европы подряд в весовой категории до 66 кг, начиная с первого чемпионата. Также завоевала золото в 2009 году в категории до 75 кг и серебро в 2011 в весовой категории свыше 81 кг.
Многократная чемпионка России, своё последнее золото страны Ирина Синецкая завоевала в 2014 году.
Выпускница факультета физической культуры Ставропольского государственного университета 2007 года.